# 扫雪机

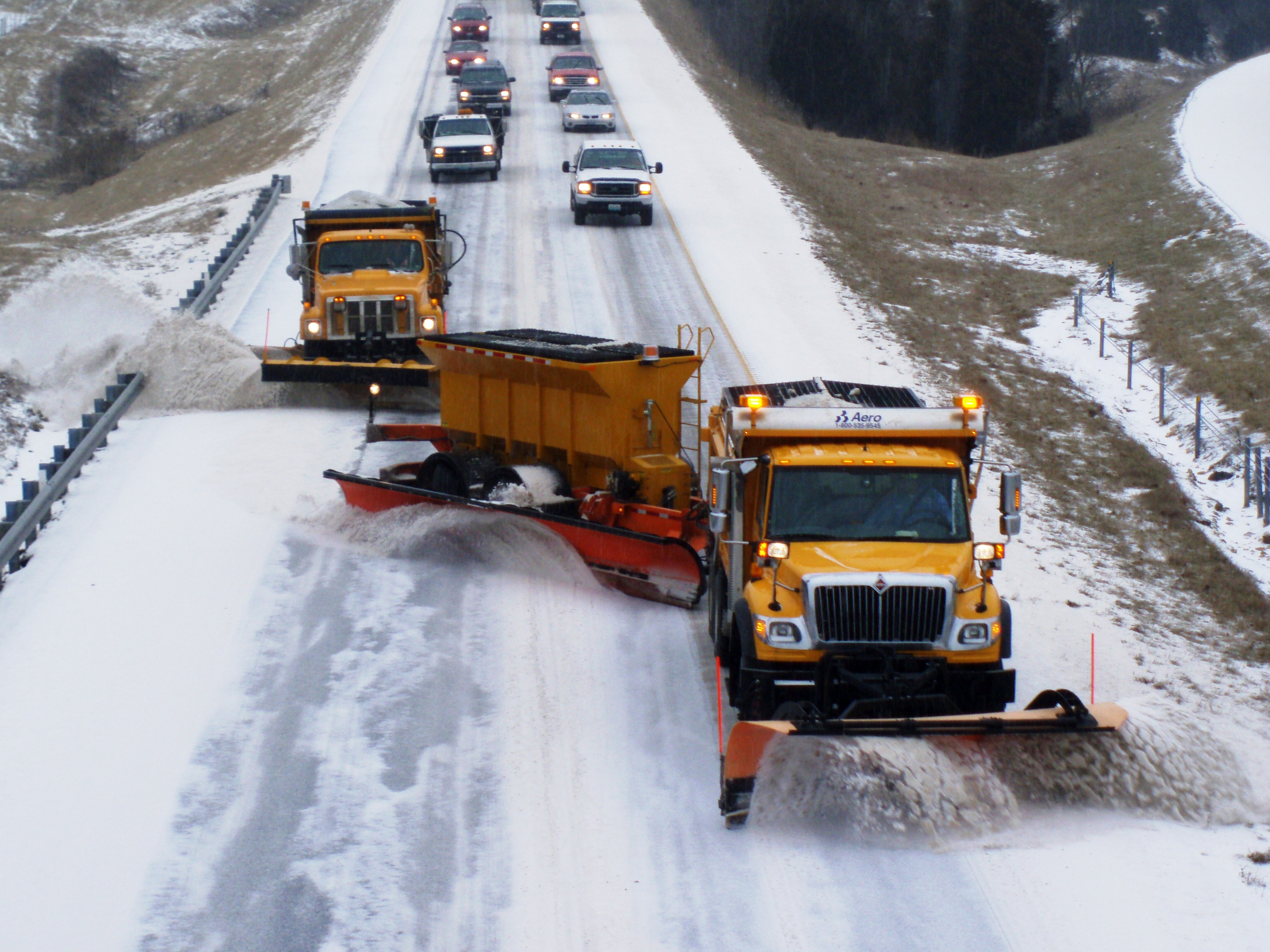
扫雪机

扫雪机（又称为雪犁，除雪机）是一个安装在车辆上的设备，用于室外的清除积雪和冰，通常是用于交通运输服务。虽然这个术语通常用来指安装这种装置的车辆，但這種車輛更准确的名称为冬季服务车辆，特别是经常有大规模降雪的地区，或在像机场等特定的环境。
扫雪机的工作原理是使用一个金属片将雪推到侧面或直行，从道路表面清除雪。现代扫雪机包括大量的技术使这项工作更加容易，如全球定位系统接收器，显示器和红外摄像机。